# Kup NS BiH
La Coppa della Federazione della Bosnia ed Erzegovina di calcio (bosniaco: Kup Nogometnog saveza Bosne i Hercegovine, accorciato in Kup NS BiH) era la coppa che si teneva annualmente fra le squadre a maggioranza musulmana della Bosnia Erzegovina fra il 1994 ed il 2000. Era gestita dalla federazione calcistica della Bosnia ed Erzegovina (Nogometnog saveza Bosne i Hercegovine).

## Storia
Il torneo è stato disputato nel territorio a maggioranza musulmana della Bosnia Erzegovina durante gli anni della guerra. Le altre etnie disputavano la Kup Herceg-Bosne (croati) e la Kup Republike Srpske (serbi, questa coppa è disputata tuttora).
L'ultima edizione è stata quella del 1999–00 ma non è stata completata: si è svolta regolarmente fino ai quarti di finale, poi alle quattro semifinaliste sono state aggiunte due squadre dalla Kup Herceg-Bosne per istituire un torneo unico. Col 2000–01 la Kup Herceg-Bosne e la Kup NS BiH si sono fuse a formare la Kup Bosne i Hercegovine, ed a torneo in corso si sono aggiunte anche le squadre della Kup Republike Srpske.

### Squadre principali
- Bosna Visoko
- Budućnost Banovići
- Čelik Zenica
- Đerzelez
- Gradina Srebrenik
- Igman Konjic
- Iskra Bugojno
- Jedinstvo Bihać
- Olimpik Sarajevo
- Radnički Goražde
- Radnički Lukavac
- Radnik Hadžići
- Rudar Breza
- Rudar Kakanj
- Sarajevo
- Sloboda Tuzla
- Travnik
- Velež Mostar
- Vrbanjuša Sarajevo
- Željezničar

## Albo d'oro
| Stagione | Vincitore      | Risultato      | Finalista      | Note                                                                                  |
| -------- | -------------- | -------------- | -------------- | ------------------------------------------------------------------------------------- |
| 1994–95  | Čelik Zenica   | 1 – 0          | Sloboda Tuzla  | Finale disputata a Tuzla                                                              |
| 1995–96  | Čelik Zenica   | 2 – 1          | Sloboda Tuzla  |                                                                                       |
| 1996–97  | Sarajevo       | 2 – 0          | Željezničar    |                                                                                       |
| 1997–98  | Sarajevo       | 1 – 0 (dts)    | Sloboda Tuzla  | La vincitrice incontra la vincente della Kup Herceg-Bosne (Orašje) per la Kup FBiH    |
| 1998–99  | Bosna Visoko   | 1 – 0 (dts)    | Sarajevo       |                                                                                       |
| 1999–00  | non completato | non completato | non completato | Le 4 semifinaliste insieme a 2 compagini della Kup Herceg-Bosne disputano la Kup FBiH |